# 白紙革命
白紙革命（はくしかくめい・しろがみかくめい、英語：A4 RevolutionもしくはWhite Paper Revolution）とは、中華人民共和国で2022年11月26日から12月頃まで続いた各地で白い紙などを持って集まり、中国共産党のゼロコロナ政策を批判する一連の抗議運動のこと。同国南京市の南京伝媒学院の学生たちがウルムチ市で発生した火災の被害者を追悼するために集結したことに端を発し、今回の抗議行動は、1989年の六四天安門事件以来最大の反政府デモと広く見なされている。
通常「白紙革命」「白紙運動」「白紙デモ」「ゼロコロナ抗議デモ」と呼称する場合はこの事件を指す。

## 白紙の意味
白紙の具体的な意味について諸説あり、一般的にはアネクドートに由来すると思われる。中国では有名なアネクドートとして：
一人の男がモスクワの広場で白紙を挙げたら、警察官はその男を逮捕しようとしている。

男「ここには何も書いていません。」

警察官「何を書きたいかこの俺が知らないとでも思っているのか？」
また、2022年3月、ロシア国内に行われた2022年ロシアのウクライナ侵攻に対する抗議デモにおいて、このアネクドートが現実世界にて実演された。
ただし、中国に行われた白紙革命に関しては掲げられたのは白い紙だけではなく文字が書かれたものもあり、フリードマン方程式が書かれたものも散見された。これはフリードマン方程式は宇宙膨張を表す方程式であり、この理論に基づく宇宙の未来を中国語では「開放宇宙」といい、ロックダウンからやがて開放するという意味をちなんでいる。またイギリスで亡命生活を送っている香港の政治家の羅冠聡もフリードマンの発音が「free man」に似て、「自由」への訴求を表していると解釈している。

## 白紙革命前の抗議行動・事件

### 入院を拒否された女性の流産
妊娠8か月の女性が病院に駆け込んだが、有効な陰性証明書を保持していなかったことから入院を拒否された。そして女性は屋外で2時間待たされた後、流産した。座った女性と血だまりの画像と映像がウェイボーに投稿されると、ネット上で市民から怒りの声が上がり、2022年1月6日、病院の責任者らが処分された。

### 貴州バス横転事故
2022年9月、中国西南部の貴州省・黔南プイ族ミャオ族自治州でバスに乗っていたのは濃厚接触者あるいはその接触者で、隔離施設に強制的に移動させられていた健康な人々だった。険しい山岳地域であるため通常は2時から5時にかけてのバスの運転が禁じられているにもかかわらず、事故の発生時刻は2時40分で、27人の死者のほか約20人のけが人も出した。

### 北京四通橋での抗議
2022年10月13日、北京市海淀区の高架橋、四通橋の側面に以下のような習近平体制を批判する横断幕が2枚掲げられた。掲げられた2枚の横断幕には「独裁国賊習近平を罷免せよ」「文革は要らない、改革が欲しい」「領袖は要らない、投票が欲しい」「封鎖は要らない、自由が欲しい」などの文言が記されていた。抗議は1人の抗議者によって行われた。これは習近平体制下における中国人民の抗議の最も重要な行為の1つと見られる。

### W杯事件
2022年11月、多くの都市は大騒ぎするW杯の観衆とは対照的に数千万人がロックダウン（都市封鎖）の影響下にあり、中国の多くのSNSユーザーが怒りの声を上げている。開催会以来、政府の「ゼロコロナ」政策に抗議するために人々がだんだん街頭に立つ。

## 発生原因

### 過酷なコロナ政策
長期にわたって、中国政府が国内でのCOVID-19の蔓延を防ぐために厳しい措置を取っている。これには、同国政府のゼロCOVIDポリシーの実施が含まれている。パンデミックが始まって以来、この政策に対する不満が高まっており、多くの人々が厳しい制限を受けている。

### 広東順徳での雑踏事故
2022年11月24日、広東省の順徳ではゼロコロナ政策を堅持する中国で政府が求めるPCR検査をめぐり、人が殺到して雑踏の中で倒れたとされる混乱が起きた。しかし、韓国梨泰院の雑踏事故を大いに報道したことに引き替え、当局が順徳の雑踏事故についてネット上に投稿された写真や動画はただちに削除し各メディアもこの件について一切触れていないとのことである。

### 新疆ウルムチでの火災
2022年11月24日夜に新疆ウイグル自治区のウルムチ市で起きた10人が死亡したマンション火災。同マンションはコロナ対策で長期間封鎖され、“部屋のドアや非常口扉が封鎖されたために逃げ遅れて亡くなった”、“封鎖で消防車がマンションに近づくことができなかった”などの批判がSNSに次々に投稿され、怒りが広がった。投稿は中国国内で一気に拡散され、各地のゼロコロナ抗議デモに火を付けたが、当局側が削除。
事故後の記者会見においてウルムチ市消防救援隊の李文勝隊長は消防車が近づけなかった原因を自家用車の違法駐車とし、人員の被害は住民の避難意思の欠如、避難口の場所を把握していなかったなどと原因付け、コロナ対策には一切関係がないとした。この記者会見はさらに怒りを招いた。
この間、中国共産党の習近平総書記（国家主席）が自ら都市封鎖政策で起こったウルムチ市の10人死亡火災事故に見て見ぬ振りをし、逆に地震で被災したソロモン諸島に見舞いの電報を打った行為で人々の怒りを一層募らせ、大規模なデモが起こった。

## 白紙革命の勃発

### 南京伝媒学院の白紙行動
26日、南京にあるメディア系大学南京伝媒学院校内の階段に一人の女性が何も書かれていない白い紙を持って当局の火災への態度を抗議すると、そこに歩いてきた指導員（教師）に紙を奪われた。女子学生は白紙を持っているように手を構えたまま立ち続けていた。その様子を撮影していた別の学生が問う。「なぜ白紙を奪うの？白紙に何の攻撃力があるというのか？」。
その夜、新疆ウルムチ市内で10人が死亡した火災の追悼集会が行われた。学生たちが白い紙を持って蝋燭をともして集まり、ある新疆出身の学生が、
「ここに僕が立つのは、勇気があるからじゃない。僕よりも、ここにいる女子学生たちの方が勇気がある。彼女らの勇気が僕をここに立たせたのだ。これまでの僕は弱々しかった。新疆人として僕は声を上げる」
「（火事で）家族や友人、大切な人を亡くした人たちのため、命を落とした全国の同胞のために声を上げよう」
と宣言した。その後、みんな「国際歌」を一緒に歌い、当局の厳しいコロナ政策と指導者の行為への不満を表す。周囲から拍手と「ハオ！　ハオ！」（そうだ！　いいぞ！）という歓声が沸き起こった。
再び駆けつけた指導員教師が学生たちを諫める。「政府が君たちのためにどれだけ良くしてくれているか、考えなさい」。学生たちから笑い声がもれた。
学院長が駆けつけた。「君たちはいつか、この日の代償を支払うことになる！」。恫喝めいた発言で学生たちを解散させようとした。だが、学生たちも負けてはいない。「あなたは貴州バス横転事故の遭難者なの？」「なぜ灯を消すのか？」「あなたも代償を支払うことになるよ！この’国家も代償を支払うことになるよ！」と言い返していた。
南京伝媒学院の白紙を持った学生たちの抗議活動は、11月26日夜10時まで続いた。集会場所の鼓楼前は、普段なら煌々とライトアップされるが、その夜はなぜか灯がつけられなかった。暗闇の中で学生たちは白紙をもち、携帯電話のLEDライトを灯した。ウルムチ大火災への哀悼を叫ぶ声が響いた(このリンクはその夜の映像)。
現場の様子を記録したる映像は、すぐに中国のソーシャルメディアで広く拡散されている。学生たちが「何も書かれていないなら削除しようがない」として、ゼロコロナ政策の理不尽さと言論統制に抗議する意味で白紙を掲げ始めたという。

## 抗議行動の拡大

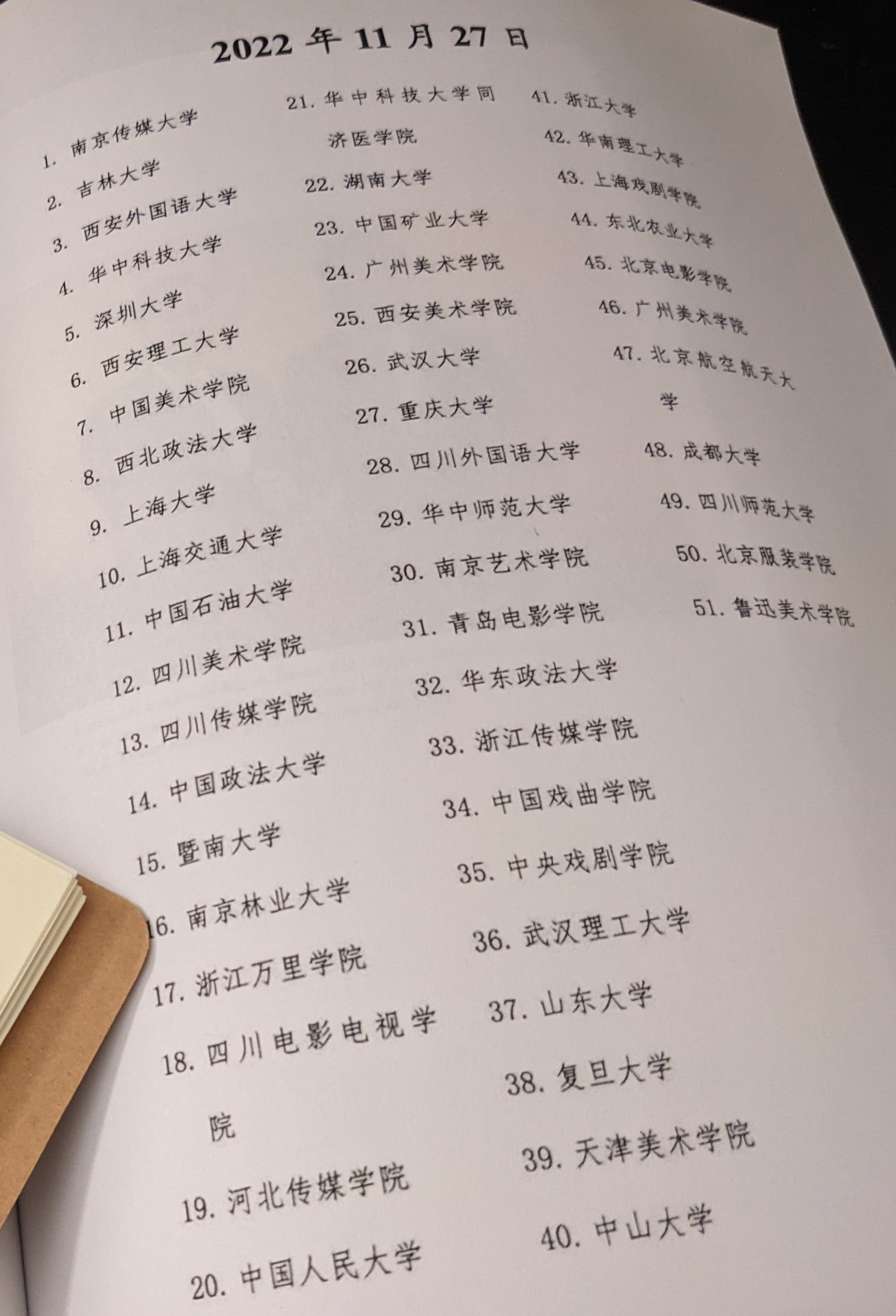
最初に応援する学校

### 学生
- 南京伝媒学院：
- 南京林業大学：
- 清華大学：北京の名門大学で習近平の母校でもある清華大学でも、1000人以上の学生たちがキャンパス内の紫荊園前に集まって白紙を掲げて抗議活動をした。その中、一人の女子学生が「いま声を上げなければ生涯後悔する」などと震える声で訴える[27]
- 西安交通大学：
- 西北政法大学：
- 四川外国語大学：
- 中山大学：
- 福建農林大学：
- 浙江大学：
- 復旦大学：
- 西安外国語大学：
- 香港大学：

### 市民
- 上海市：26日深夜、ウルムチ中路で学生たちを中心にした市民の抗議活動が起きていた。この時も皆、白紙を掲げていた、花束とろうそくをもって抗議活動に参加する人も大勢いた。この抗議を制圧しようと警察がやってきたが、捕まえても捕まえてもウルムチ中路に献花しようとする人がやってくる。やがて「PCR検査はいらない、自由が欲しい」というスローガンが叫ばれ、それはやがて「自由が欲しい」の大合唱となった。そして27日未明には、「共産党下台（共産党は退陣しろ）」「習近平下台（習近平は退陣しろ）」のシュプレヒコールが起きた。BBCのエド・ローレンス記者は上海で取材中、殴打され蹴られるなどし、中国当局に手錠をかけられ拘束された。数時間後に解放されたが、BBCは当局から説明も謝罪もないとして、深い懸念を示している[23]。
- 北京市：27日、河川敷には数百人が集まり、国歌を歌ったり、演説を聞いたりした[23]。
- 甘粛省蘭州市：
- 湖北省武漢市：住民数百人が街頭に出て、その一部がバリケードを倒したり、金属製のゲートを破壊したりした[23]。群衆デモでは、警官隊との衝突の際、警官による発砲があったと伝えられている。威嚇発砲であると言われているが、武漢は新型コロナが最初にアウトブレイクした都市というだけでなく、ゼロコロナ反対の運動に対して最初に発砲が行われた街となった。
- 湖南省長沙市：
- 四川省成都市：成都のデモでは「お前たちは寄生虫だ！」「俺たちの皮膚、血、肉を食らっている」と公安警察に向かって叫んでいた。
- 雲南省大理市：
- 広東省広州市：11月29日深夜、海珠区のPCR検査反対やロックダウン解除を求める民衆が、防護柵を壊して封鎖地域から外に出ようとして、白い防護服姿の警官隊ともみ合った。中には警察車両をひっくり返す姿も。白い防護服を着た数十人の武装警察が頭上に盾を持ち、物が投げつけられる中で倒壊した封鎖用バリケードのようなものの上を隊列を組んで前進している様子。その後、手錠をかけられた人々が連行された。人々が警察に向かって堅い物を投げつけている。３つ目の映像では、狭い通りの小規模な集会に催涙弾が投げ込まれ、人々が煙から逃れるために走り出す[28]。
- 福建省廈門市：

## 運動の終息
2022年12月、中国政府は厳しい行動制限を行うゼロコロナ政策を終了する。目的が消えたこと、同時期に江沢民元共産党総書記の死去による社会の追悼、抗議者の逮捕などにより白紙運動は2023年までに終息した。

## 他国の反応
日本
- 11月27日夜、新宿駅西口、100人ほど（主催者発表数百人）の在日中国人の若者たちが集まって中国政府に抗議した[31]。
- 11月30日夜、新宿駅南口、より多くの在日中国人の若者が反中国共産党抗議デモを行う。

## 各界の反応
- イェール大学のダン・マッティングリー助教授（政治学）は「党が弾圧に乗り出し、一部デモ参加者が逮捕・起訴される可能性が高い」としつつ、1989年の天安門事件のような騒乱にはほど遠いと指摘している。「エリート層に分裂がなく、人民解放軍と治安機関が付いている限り、彼（習近平総書記）の権力が大きなリスクに直面することはない」と語った[32]。